# Astó
|  | Aquest article tracta sobre la partida de Lleida. Si cerqueu l' entitat de població de Pujalt, vegeu «L'Astor (Pujalt)». |

Astó (o l'Astor) és una partida de Lleida.
L'origen del seu nom es troba en l'ocell del mateix nom, l'Astor o falcó perdiguer.
Antic poble de contribució de Lleida, consta amb quatre cases el 1365, i despoblat el 1471.
De molt baixa població, és la partida lleidatana situada més al sud.
D'economia totalment agrícola, hom hi conrea arbres fruiters i cereals farratgers.
És travessada d'oest a est per l'autopista AP-2.
Limita:
- Al nord amb la partida de Vinatesa.
- Al nord-est amb la partida de La Cogullada.
- A l'est amb el terme municipal d'Artesa de Lleida.
- Al sud amb el terme municipal d'Aspa.
- A l'oest amb el terme municipal d'Alfés.